# Vincent Bossou
Vincent Bossou (ur. 7 lutego 1986 w Karze) – togijski piłkarz występujący na pozycji obrońcy w tajskim klubie Mueang Kon D United FC.

## Kariera
Karierę rozpoczynał w 2007 roku w klubie Maranatha FC. Był powołany do reprezentacji na Puchar Narodów Afryki 2010, jednak Togo zostało wycofane z powodu ataku na ich autokar. Jego kontrakt z Étoile Sportive du Sahel został rozwiązany po 3 miesiącach, a Bossou wrócił do Maranatha FC 18 marca 2010 roku. Rok później w maju przeniósł się do Wietnamu podpisując kontrakt z Navibank Sài Gòn. Następnie grał w takich klubach jak: Becamex Bình Dương (2013), An Giang FC (2014), Goyang Zaicro FC (2015), Young Africans SC (2015-2018), Pattani FC (2019-2021) i Wiang Sa Surat Thani City FC (2021-2022). W 2022 przeszedł do Mueang Kon D United FC.